# 東宏輝
東 宏輝（ひがし ひろき、1995年6月24日 - ）は、日本のプロバスケットボール選手。埼玉県出身。ポジションはシューティングガード。B3リーグ・東京ユナイテッドバスケットボールクラブ所属。父親はバスケットボール選手・指導者・解説者の東英樹である。

## 来歴

### プロ入りまで
埼玉県出身。
向小学校（ミニバスはZEBRA)を経て、神谷中学校卒業。
國學院大學久我山高等学校にて、ウィンターカップではベスト8となった。
同級に濱西秀人（東京海上日動ビッグブルー）、トカチョフ・サワがいる。
高校3年次に東京国体を優勝した。
国体での東京選抜では新川敬大（京北高校/ベルテックス静岡)、新号健（八王子高校/東京ユナイテッド)、北代智樹（早稲田実業高校/東京海上日動ビッグブルー)とチームメイトだった。
名古屋学院大学では東海大会MVP・得点王・アシスト王および西日本大会敢闘賞に選出された。2級下に堀内星夜と鈴木空、3級下に王偉嘉、山本楓己がいる。

### 豊田合成スコーピオンズ時代（2017-22）
2017-18シーズン。
2017年に豊田合成スコーピオンズに入団し、B3リーグ所属となる。
2試合に出場。
2018-19シーズン。
36試合に出場し、9.03得点、FG53.5％、3P43.9％、FT87.2％を記録した。
2019-20シーズン。
39試合に出場し、6.74得点、FG53.5％、3P49.3％、FT83.3％を記録した。
2020-21シーズン。
38試合に出場し、6.84得点、FG41.6％、3P33.3％、FT85.2％を記録した。
2021-22シーズン。
47試合に出場し、26試合に先発、5.83得点、FG44.6％、3P34.2％、FT77.3％を記録した。
2021年12月19日にキャリアハイの29得点を記録し、自分にもできるという自信が芽生え、プロ転向を決意した。

### 東京ユナイテッド時代（2022-23）
2022-23シーズン。
2022年に東京ユナイテッドバスケットボールクラブに移籍しプロに転向した。
天皇杯では初戦のさいたまブロンコス戦では3P3本の9得点をあげて勝利に貢献した。続く岩手ビッグブルズ戦では7得点したもののチームは敗退した。
2022年11月12日に古巣の豊田合成戦でキャリアハイの33得点をあげて勝利に貢献し、ゲームMVPに選ばれた。
B.LEAGUE モテ男 No.1 決定戦に東京ユナイテッド代表としてエントリーされた。
50試合に出場し、47試合で先発とスターティングファイブを勝ち取った。過去最長の23.96分出場で、初の二桁である10.62得点、FG48.3％、3P39.3％、FT71.7％を記録した。
「B1でスタメンとして活躍する」という目標を達成すべく、富山グラウジーズに練習生として移籍する事を決めた。

### 富山グラウジーズ時代（2023-24）
2023-24シーズン。
2023年7月に練習生としてB1の富山グラウジーズへ加入した。加入時に「國學院大學久我山高校の先輩にあたる小野龍猛とプレーすることを楽しみにしていることをコメントした。
喜志永修斗が練習中の負傷でインジュアリーリストに登録されることを受け、コールアップされた東は選手契約を締結した。
天皇杯では、サンロッカーズ渋谷戦に出場した。
13試合に出場し、平均3.46分、1.00得点を記録した。
B1でのキャリアハイは得点が4点（2024/02/04、vs秋田）、FG成功数が2本（2024/02/04、vs秋田）、3PT成功数が1本（2024/02/11vs仙台）、FT成功数
が2本（2024/03/06、vs島根）、アシストが1本（2024/02/11vs仙台）、リバウンドが2本（2024/02/04vs秋田）、スティールが2本（2024/03/06vs島根）、出場時間が10分0秒（2024/03/06vs島根）となる。

### しながわシティ時代（2024-2025）
2024-25シーズン。
しながわシティと契約した。
バスケットボールキャリアの中では初めての副キャプテン就任となった。
天皇杯では初戦の滋賀レイクス戦に先発出場し3P2本を含む10得点してB1へのアップセットに貢献した。続く三遠ネオフェニックスでも9得点をあげたがチームは敗退した。
開幕節（2試合目）の三重戦にてキャリアハイとなる7本（7/8）の3Pを成功し、チームの勝利（83-62）に貢献した。
2025年3月13日の岡山戦でキャリア通算2000得点を達成した。
レギュラーシーズン全52試合に出場し、平均8.21得点（チーム日本人1位）を記録した。
規定まで1本不足（52試合出場で51本成功）であったがフリースロー成功率でリーグ1位相当（リーグ1位は三重の宮﨑恭行選手88.3％）の89.5%を記録した。

### 東京ユナイテッド時代（2025-）
2025-26シーズン。
東京ユナイテッドバスケットボールクラブに復帰。

## 個人成績
| シーズン   | チーム   | GP | GS | MPG   | FG%   | 3P%   | FT%   | RPG  | APG  | SPG  | BPG  | TO   | PPG   |
| ---------- | -------- | -- | -- | ----- | ----- | ----- | ----- | ---- | ---- | ---- | ---- | ---- | ----- |
| B3 2017-18 | 豊田合成 | 2  | 0  | 1.50  | 0.0%  | 0.0%  | 0.0%  | 0.00 | 0.00 | 0.00 | 0.00 | 0.00 | 0.00  |
| B3 2018-19 | 豊田合成 | 36 | 2  | 17.53 | 53.5% | 43.9% | 87.2% | 1.89 | 1.25 | 0.58 | 0.08 | 0.72 | 9.03  |
| B3 2019-20 | 豊田合成 | 39 | 7  | 16.64 | 51.6% | 49.3% | 83.3% | 1.69 | 1.36 | 0.51 | 0.03 | 0.62 | 6.74  |
| B3 2020-21 | 豊田合成 | 38 | 11 | 18.68 | 41.6% | 33.3% | 85.2% | 1.76 | 1.84 | 0.50 | 0.03 | 1.00 | 6.84  |
| B3 2021-22 | 豊田合成 | 47 | 26 | 16.74 | 44.6% | 34.2% | 77.3% | 1.51 | 1.62 | 0.60 | 0.06 | 0.87 | 5.83  |
| B3 2022-23 | 東京U    | 50 | 47 | 23.96 | 48.3% | 39.3% | 71.7% | 1.90 | 1.58 | 0.72 | 0.10 | 0.86 | 10.62 |
| B1 2023-24 | 富山     | 13 | 0  | 3.46  | 25.0% | 20.0% | 75.0% | 0.46 | 0.15 | 0.23 | 0.00 | 0.08 | 1.00  |
| B3 2024-25 | 品川     | 52 | 44 | 16.71 | 42.0% | 32.0% | 89.5% | 1.63 | 1.10 | 0.50 | 0.02 | 1.04 | 8.21  |

## 人物

### プレイスタイル
プロ入り初期はPG登録であったが、現在はSG登録（シューター）である。

### 座右の銘
リオデジャネイロにも雪は降る

### 資格
中学校教諭一種免許状（保健体育）、高等学校教諭一種免許状（保健体育）、STA Bクラスライセンス（SATO TRAINERS ACADEMY）、アスリートフードマイスター3級